# Я сюди більше ніколи не повернуся
Я сюди більше ніколи не повернуся (рос. Я сюда больше никогла не вернусь) — радянський художній фільм 1990 року, знятий режисером Роланом Биковим.

## Сюжет
Мати-алкоголічка б'є і виганяє шестирічну Любу з дому. Дитина тікає в затишний куточок в лісі, де ховає свої іграшки. Вона грає з ними, копіюючи своє життя, сповнене кошмарів, побоїв і лайки матері. Нічого іншого вона просто не знає. Потім вона йде додому, але згадує, що її чекає. З криком «я сюди більше ніколи не повернуся» дівчинка кидається з обриву в річку і потрапляє на небо.

## У ролях
- Ніна Гончарова — Люба
- Олена Санаєва — мати Люби

## Знімальна група
- Сценаріст : Ролан Биков
- Режисер : Ролан Биков
- Оператор : Георгій Рерберг
- Композитор : Альфред Шнітке